# معاهدة الصداقة والتعاون بين الاتحاد السوفيتي واليمن
معاهدة الصداقة والتعاون بين الاتحاد السوفيتي واليمن هي معاهدة تجارية بين الاتحاد السوفيتي والمملكة المتوكلية اليمنية وقعت عام 1928م في مدينة صنعاء عاصمة المملكة المتوكلية اليمنية. اعترف بموجبها الاتحاد السوفيتي باستقلال اليمن الشمالي الكامل والمطلق ونظمت التجارة بين البلدين.
وقع المعاهدة كلاً من سناخوف بالنيابة عن حكومة اتحاد الجمهوريات السوفيتية والقاضي محمد راغب بن رفيق نيابة عن الامام يحيى حميد الدين.

## نص المعاهدة
| معاهدة الصداقة والتعاون بين الاتحاد السوفيتي واليمن | بناء على الاستصواب و الاستنساب المتقابل من كل من حكومة اتحاد الجمهوريات السوفياتية الاشتراكية من طرف، ومن حضرة صاحب الجلالة ملك اليمن الإمام يحيى ابن الإمام محمد حميد الدين وحكومته من طرف آخر، ورغبة الطرفين في تأسيس المناسبات الرسمية الاعتيادية، وفتح الصلات الاقتصادية بين بلاديهما، وترقيتها وبنائها على أساهـا الصدق في تنظيم العلاقات الودادية بين الحكومتين وشعوبهما، والاعتراف بالتساوي بين الطرفين في كافة الحقوق وأحكامها العامة المرعية بين الدول والملل. قد اتفق الطرفان المشار إليهما على عقد معاهدة الود والصداقة والتجارة هذه، واعتبارها كمقدمة لما تستدعيه وتقتضيه الظروف المستقبلة عند ترقي الصلات الاقتصادية بين البلدين وتوسعها من إجراء المذكرات والسعي من الحكومتين المشار إليهما في تنظيم الاتفاقات اللازمة كمثل تجارة وغيرها، مما يرتضيه الطرفان، فقررا الآن ما هو آت: - المادة الأولى: تعترف حكومة اتحاد الجمهوريات السوفيتية الاشتراكية بالاستقلال الكامل المطلق لليمن ولملكها صاحب الجلالة الإمام يحيى ابن الإمام محمد حميد الدين. ويقدر صاحب الجلالة ملك اليمن وحكومته صورة الاحترام الخالص والحسيات المجيلة التي تضمرها حكومة اتحاد الجمهوريات السوفيتية- الاشتراكية لدولة اليمن وشعبها وسائر الشعوب الشرقية، ووفاقا لهذا فقد تأسس بين الطرفين المتعاهدين المناسبات الرسمية بموجب المقدمة المحررة آنفا . - المادة الثانية: يتعهد الطرفان المتعاقدان بتسهيل المبادلات التجارية بين الدولتين، ووفقاً لهذا التعهد يكون لكل من رعايا الدولتين في بلاد الدولة الأخرى بعد الحصول على الإذن منها الدخول والإقامة طبق نظمها، والعمل بالتجارة وإجراء معاملاتها التي تقتضيها على شريطة أن يكون فصل القضايا التي تحدث لكل من رعايا الطرفين في المحاكم المحلية للدولة التي يوجدون فيها وفق نظمها، وأن ما كان ممنوع الاتجار به في قوانين إحدى الدولتين فلكل منهما منع أو مصادرة ما وجد في بلدها من ذلك. ويتعهد الطرفان المتعاقدان أن يساعدا بتطبيق كل تسهيل موافق للنظم المحلية في معاملات رعايا الدولتين في التجارة فما يختص بالضرائب والرسوم الجمركية. - المادة الثالثة: توضع هذه المعاهدة في موضع التطبيق وإجراء من الحكومتين بعد إمضائها وتصديقها على مقتضى الأصول الرسمية المعتادة من طرف حكومة اتحاد الجمهوريات السوفيتية الاشتراكية اعتباراً من يوم وصول التصريح الرسمي من الحكومة المشار إليها إلى جلالة ملك اليمن الإمام يحيى. - المادة الرابعة: معاهدة الود والصداقة والتجارة هذه معمول بها وموضوعة في موضع العمل والتطبيق مدة عشر سنوات اعتباراً من التاريخ الذي ذكر في المادة الثالثة، وعند انقضاء المدة المذكورة يمكن تمديدها أو تبديلها بغيرها راجعاً إلى رغبات الطرفين المتعاقدين وما سيتفقان عليه في المستقبل. - المادة الخامسة: تسمى هذه المعاهدة معاهدة صنعاء، وهي تشكل على مقدمة وخاتمة وخمس مواد، هذه المادة إحداها، وقد نظمت في نسختين باللغة العربية لتداولها بين الطرفين المتعاقدين. - الخاتمة: لكي تكون هذه المعاهدة مهيأة لاكتسابها صفة التصديق النهائي، حسبما نصت عليه المادة الثالثة والرابعة، قد أمضيت في صنعاء عاصمة اليمن من طرف معتمد حكومة اتحاد الجمهوريات السوفيتية الاشتراكية حضرة آسناخوف بالنيابة عن حكومته المشار إليها، ومن طرف الإمام حضرة القاضي محمد راغب المندوب عن جلالة ملك اليمن الإمام المشار إليه، بعد اتفاقهما على ما حوته من العبارات والمعاني الدالة عليها اتفاقا تاماً ملأ، وتحريرها في 17 جمادى الأولى 1347 هـ الموافق أول نوفمبر سنة 1928 م. | معاهدة الصداقة والتعاون بين الاتحاد السوفيتي واليمن |

## المصادقة والتجديد
- مصادقة الاتحاد السوفيتي على المعاهدة 28 يناير 1929م.[3]
- مصادقة المملكة المتوكلية على المعاهدة يونيو 1929م.[3]
- تجديد معاهدة في مدينة القاهرة 31 أكتوبر 1955م.[3]

## وصلات خارجية
معاهدة صداقة وتعاون مع الاتحاد السوفيتي في العام 1928م